# موتور قفس‌سنجابی

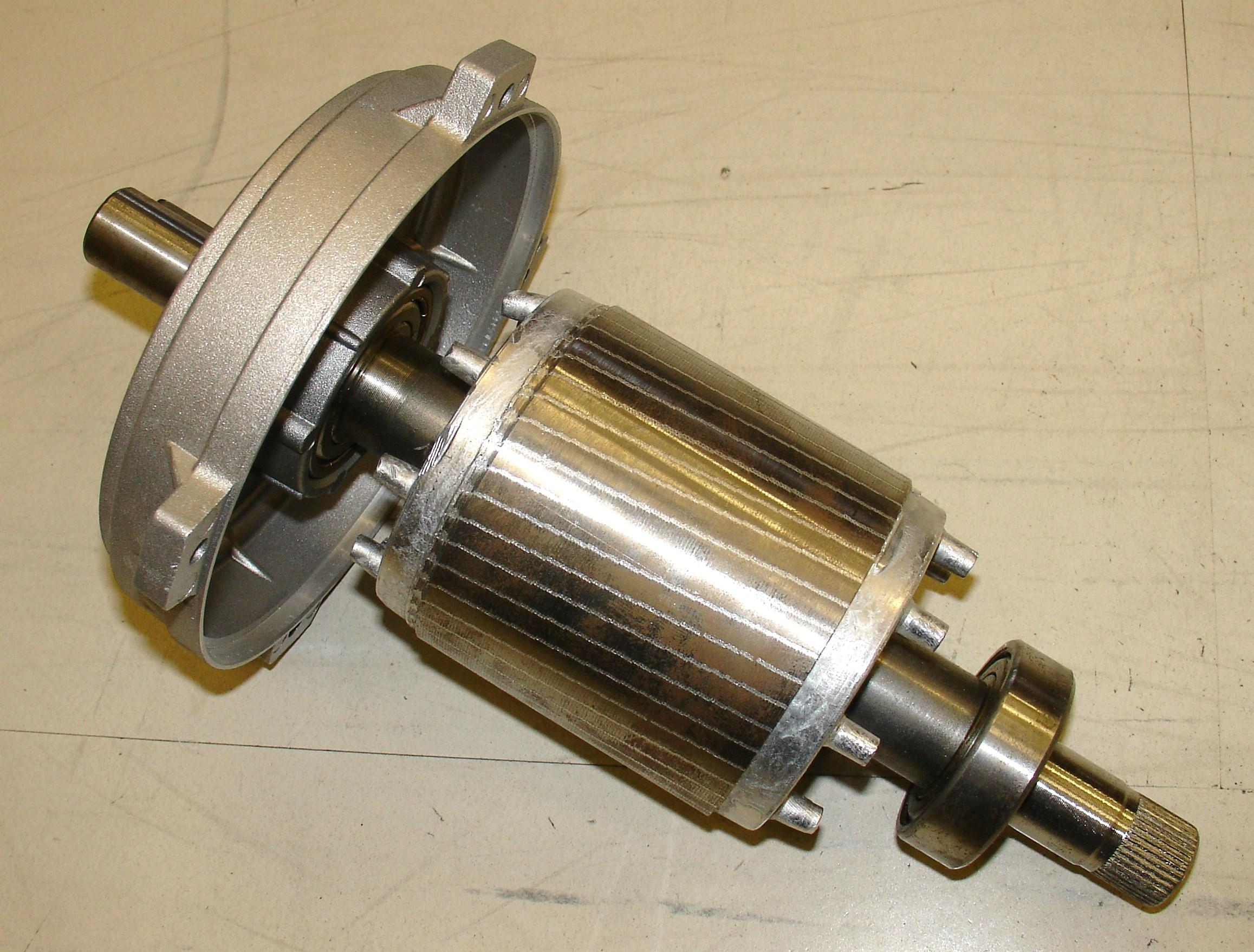
موتور روتور قفسی

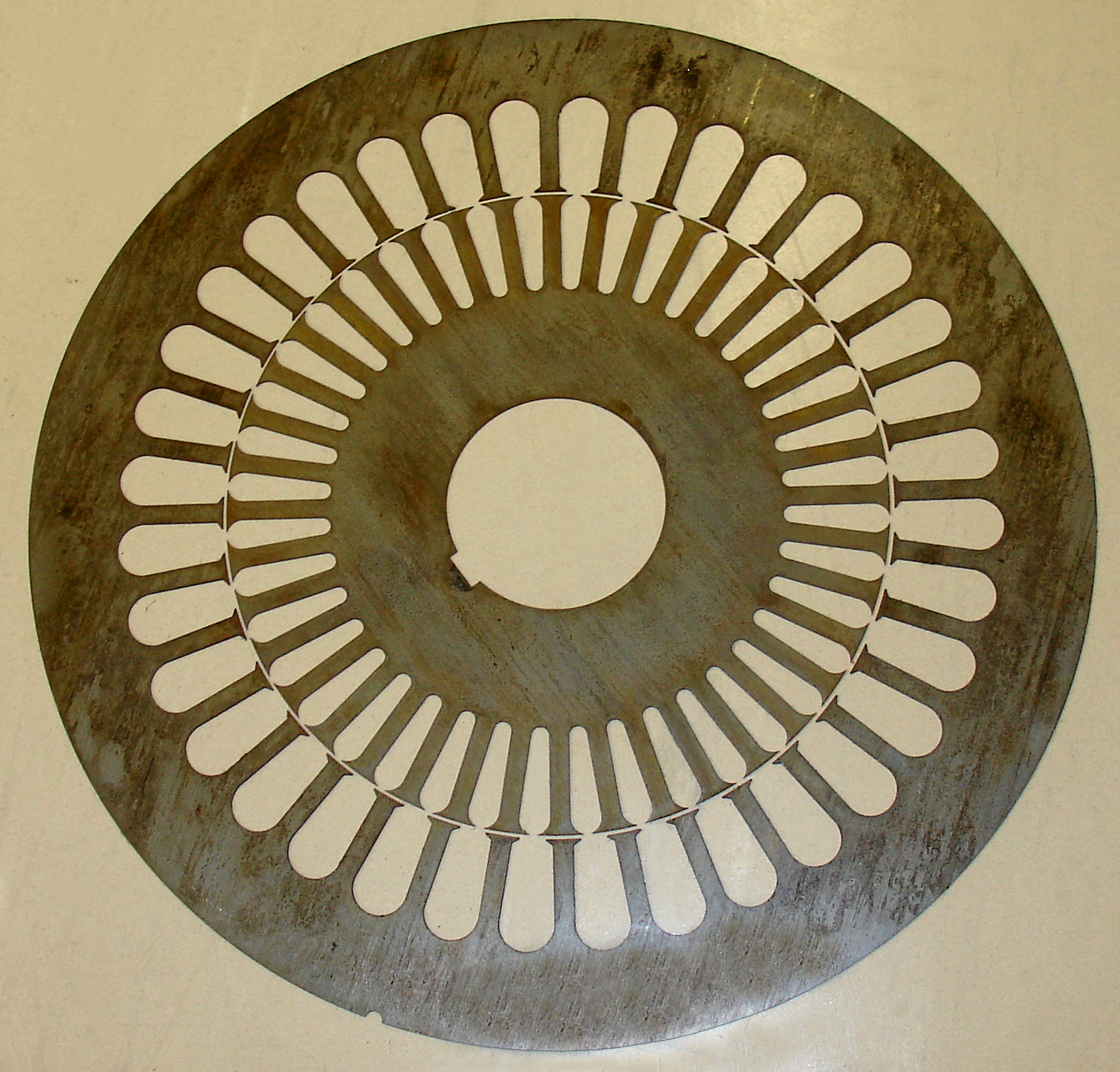
لایه‌بندی‌های ایستانه (استاتور) و چرخانه (روتور).

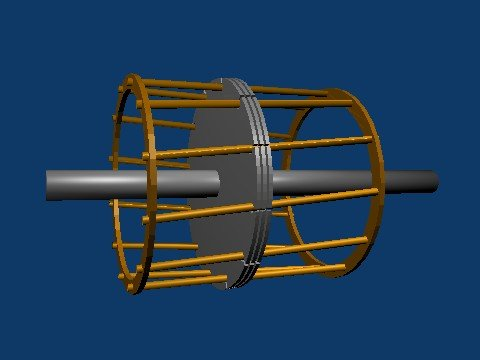
تصویر نموداری موتور روتور قفسی.

روتور قفس سنجابی یا روتور قفسی (به انگلیسی: Squirrel-cage rotor)، نوعی از روتور است که بیشتر در موتورهای القایی AC مورد استفاده قرار می‌گیرد. در شکل کلی این نوع روتور از یک استوانه که بر روی محور سوار شده تشکیل شده. استوانه روتور دارای شیارهایی طولی است که با فاصله و عمقی یکسان از هم قرار گرفته‌اند و با نوعی هادی که ممکن است آلومینیوم یا مس باشد پر می‌شوند. این شیارها در ابتدا و انتهای روتور به هم متصل هستند. شکل کلی هادی‌ها و طرز قرار گرفتن آنها طرح قفس‌هایی که برای شکار سنجاب مورد استفاده قرار می‌گیرد را القا می‌کند و نام این نوع روتورها را هم به همین ترتیب انتخاب کرده‌اند. برای کاهش جریان گردابی هسته این روتورها از آهن ورق ورق شده ساخته شده‌است.

## موتور القایی
موتورهای روتور قفسی در ردهٔ موتورهای القایی AC قرار می‌گیرند. به‌طور کلی موتورهای اِلقایی نوعی از موتورهای الکتریکی هستند که در آنها توان مورد نیاز قسمت محرک از طریق القای الکترومغناطیسی تأمین می‌شود.

## عملکرد
استاتور دارای سیم‌پیچ‌هایی است که با عبور جریان AC از آنها میدان مغناطیسی دوار تولید می‌کنند. این میدان مغناطیسی موجب القا شدن ولتاژ در هادی‌های روتور می‌شود و این ولتاژ و با توجه به مقاومت الکتریکی هادی‌ها جریانی را در آنها به وجود می‌آورد. این جریان نیز به نوبه خود یک میدان مغناطیسی تولید می‌کند، حال آنکه این میدان مغناطیسی با میدان مغناطیسی تولیدکننده خود یعنی میدان استاتور مخالفت می‌کند. این مخالفت میدان‌ها موجب می‌شود تا روتور در جهت حرکت میدان دوار استاتور به حرکت درآید تا خطوط میدان کمتری را قطع کند. این حرکت روتور گشتاوری را حول محور روتور ایجاد می‌کند.
در موتورهای القایی آسنکرون همواره سرعت میدان دور استاتور با سرعت چرخش روتور اختلاف دارد و همین اختلاف سرعت شرط تولید گشتاور در این موتورهاست. این اختلاف در سرعت میدان دوار و سرعت روتور را در اصطلاح سرعت لغزش می‌نامند. استاتور تا زمانی می‌تواند در روتور ولتاژ القا کند که روتور خطوط میدان تولید شده توسط سیم‌پیچ استاتور را قطع کند؛ بنابراین رابطه‌ای بین گشتاور و لغزش در موتورهای روتور قفسی به وجود می‌آید که نشان می‌دهد بیشترین گشتاور در موتور در لحظه راه‌اندازی و کمترین گشتاور در موتور در حداکثر سرعت تولید می‌شود.
در موتورهای روتور قفسی هادی‌ها معمولاً با اختلاف زاویه نسبت به طول روتور قرار می‌گیرند. این اختلاف زاویه در هادی‌ها موجب کاهش نویز تولیدی و یک نواخت شدن گشتاور تولیدی موتور می‌شود.
هسته روتور وظیفه جابجایی میدان مغناطیسی در روتور را دارد و باید طوری طراحی شود تا کمتریم مقاومت مغناطیسی را داشته باشد. ورق ورق کردن این هسته باعث افزایش مقاومت الکتریکی و کاهش جریان گردابی خواهد شد که نقش مؤثری در کاهش تلفات در موتور دارد. این هسته‌ها طوری ساخته می‌شوند که دارای مقدار کم کربن و مقدار بیشتر سیلیکون باشند. استفاده از سیلیکون بیشتر در ساختار هسته باعث افزایش مقاومت الکتریکی هسته و کاهش تلفات گردابی خواهد شد و کاهش کربن در ساختار هسته باعث کاهش پسماند مغناطیسی در هسته و کاهش تلفات پسماند خواهد شد.
از روتورهای قفسی با ساختارهای نسبتاً مشابه در موتورهای تک فاز و سه فاز به‌طور گسترده استفاده می‌شود. در موتورهای سه فاز اختلاف‌هایی در مورد شکل و عمق شیارها وجود دارد.

## استفاده از روتور قفسی در موتورهای سنکرون
استفاده از روتورهای قفسی در موتورهای سنکرون تنها برای راه‌اندازی موتور و رساندن سرعت روتور به نزدیکی سرعت سنکرون انجام می‌شود. در این موارد قسمتی از روتور سنکرون به صورت یک روتور قفسی در خواهد آمد. در لحظه راه‌اندازی با القای ولتاژ در قسمت قفسی این قسمت باعث حرکت روتور خواهد شد. پس از افزایش سرعت روتور، به تدریج جریان القایی در قسمت قفسی کاهش می‌یابد و با رسیدن به سرعت سنکرون به علت صفر شدن لغزش، جریان در قسمت قفسی صفر خواهد شد و این قسمت خود به خود از مدار خارج می‌شود.

## مولدهای القایی
ماشین القایی می‌تواند به عنوان یک مولد نیز به کار گرفته شود اما به شرطی که نوعی منبع (خازن یا ماشین سنکرون) توان رآکتیو مورد نیاز ماشین را تأمین کند. اگر یک مولد القایی به تنهایی کار کند مشکلات جدی در رگولاسیون ولتاژ خواهد داشت ولی وقتی موازی با یک سیستم قدرت بزرگ باشد، سیستم قدرت می‌تواند ولتاژ ماشین را کنترل نماید.

### کاربردهای مولدهای القایی
به دلیل سادگی و کوچکی سایز آنها در توان خروجی، این مولدها برای استفاده با توربین‌های بادی کوچک مناسب هستند.